# Renaissance Technologies
Renaissance Technologies LLC, también conocida como RenTech o RenTec, es un fondo de cobertura estadounidense con sede en East Setauket (Nueva York), en Long Island, que se especializa en la negociación sistemática mediante modelos cuantitativos derivados de análisis matemáticos y estadísticos. La empresa está considerada como uno de los fondos de cobertura "más secretos y exitosos" del mundo. Su fondo Medallion es famoso por tener el mejor récord de la historia de la inversión. Renaissance fue fundada en 1982 por Jim Simons, un premiado matemático y antiguo descifrador de códigos de la Guerra Fría.
En 1988, la empresa creó su cartera más rentable, el fondo Medallion, que utilizaba una forma mejorada y ampliada de los modelos matemáticos de Leonard E. Baum, perfeccionados por el algebrista James Ax, para explorar correlaciones de las que pudieran obtener beneficios. Elwyn Berlekamp desempeñó un papel decisivo en la evolución de las operaciones hacia la toma de decisiones con plazos más cortos y basadas en sistemas puros. El fondo de cobertura recibió el nombre de Medallion en honor a los premios de matemáticas que Simons y Ax habían ganado.
El fondo Medallion, el buque insignia de Renaissance, gestionado en su mayor parte por empleados del fondo, es famoso por tener el mejor historial de Wall Street, con una rentabilidad de más del 66 % anualizada antes de comisiones y del 39 % después de comisiones en un periodo de 30 años, de 1988 a 2018. Renaissance ofrece dos carteras a inversores externos: Renaissance Institutional Equities Fund (RIEF) y Renaissance Institutional Diversified Alpha (RIDA).
Simons dirigió Renaissance hasta su jubilación a finales de 2009. Simons dejó de ser presidente en 2021. La empresa la dirige ahora Peter Brown (tras la dimisión de Robert Mercer). Ambos eran informáticos especializados en lingüística computacional que se incorporaron a Renaissance en 1993 procedentes de IBM Research. Simons siguió desempeñando un papel en la empresa como presidente no ejecutivo (dejó el cargo en 2021) y sigue invirtiendo en sus fondos, en particular en la estrategia secreta y constantemente rentable de trading algorítmico conocida como Medallion.Debido al éxito de Renaissance en general y de Medallion en particular, Simons ha sido descrito como el mejor gestor de dinero del planeta.